# Американский комитет помощи Ближнему Востоку
Фонд Ближнего Востока (англ. Near East Foundation, NEF), ранее — Американский комитет помощи армянам и сирийцам (англ. American Committee for Armenian and Syrian Relief), также Американский комитет помощи на Ближнем Востоке (англ. American Committee for Relief in the Near East, ACRNE) — американская международная общественная организация социального и экономического развития с центром в Сиракьюс, штат Нью-Йорк, изначально занимавшаяся помощью жертвам среди армянского и ассирийского населения Османской империи.
Фонд, основанный ещё в 1915 году, является старейшей объединяющей все религии международной организацией развития под патронажем США и второй по счету американской гуманитарной организацией, учрежденной актом Конгресса. Организация «Ближневосточная помощь» в свое время организовала первый в мире крупномасштабный гуманитарный проект в ответ на разворачивающийся в Османской империи геноцид армян и ассирийцев. Известная как Ближневосточный фонд с 1930 года, организация стала первопроходцем в реализации многих гуманитарных миссий, используемых ведущими мировыми организациями развития и по сей день. За последние 100 лет фонд работал с партнерскими сообществами более чем в 40 странах.

## Миссия и цели деятельности
Текущее заявление касательно миссии Фонда Ближнего Востока гласит: Фонд Ближнего Востока помогает создавать более устойчивые, процветающие и инклюзивные сообщества на Ближнем Востоке, в Африке и на Кавказе посредством образования, организации сообществ и экономического развития.
Фонд — действующая неправительственная организация, реализующая свои проекты в Армении, Иордании, Ливане, Мали, Марокко, Западном берегу реки Иордан, Сенегале, Судане и Сирии. В этих странах он работает с обездоленными социальными группами, включая людей, которые переживают конфликты, депортацию, изоляцию и изменение климата.
Организация фокусируется на трех программных областях, направленных на решение проблем развития в долгосрочной перспективе: установление мира, устойчивое сельское хозяйство и управление природными ресурсами, а также развитие микропредприятий. Она организована для работы с местными партнерами по предоставлению услуг.
Деятельность фонда основывается на подходе, называемом «Knowledge, Voice, and Enterprise». Этот подход основан на том принципе, что для того, чтобы играть ведущую роль в развитии своих сообществ и стран, людям требуются возможности и средства: знания для участия в гражданской и экономической жизни, право голоса при принятии государственных решений, влияющих на их благополучие, и средства ведения полноценной жизни.
Партнерами фонда являются местные и международные неправительственные организации, двусторонние и многосторонние партнеры, фонды, финансовые учреждения и правительственные ведомства.

## История

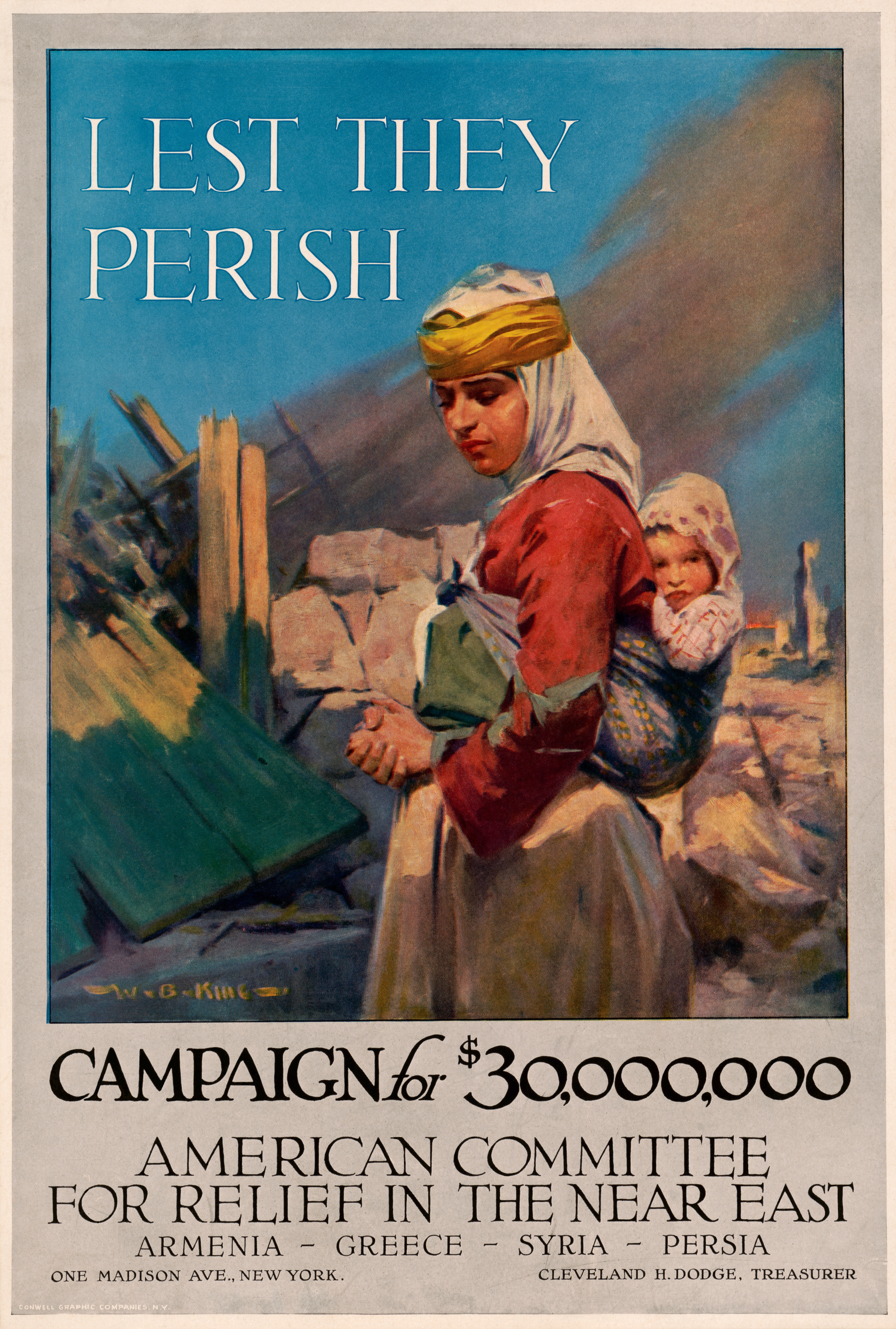
Не позволим им погибнуть, плакат кампании Американского комитета помощи Ближнему Востоку

Фонд Ближнего Востока был основан в 1915 году в ответ на сообщения посла Генри Моргенто-старшего о зверствах османского правительства по отношению к армянскому населению. Моргенто сослался на депортацию интеллигенции и запросил срочную и немедленную помощь. Бывший миссионер и педагог Джеймс Л. Бартон и филантроп Кливленд Ходли Додж возглавили группу видных жителей Нью-Йорка, сформировавших Американский комитет помощи армянам и сирийцам. Комитет собрал 60 000 долларов на непосредственную помощь на своем первом заседании 16 сентября 1915 года. Деньги были переведены послу Моргентау для распределения. Кливленд Х. Додж лично финансировал организационные расходы комитета, чтобы точно гарантировать, что все средства пошли на непосредственную помощь. Затем комитет начал беспрецедентную массовую кампанию по сбору денег и осведомленности в Соединенных Штатах. Организация в 1918—1919 годах также часто использовала название «Американский комитет помощи Ближнему Востоку»; это название появлялось на многих знаковых плакатах комитета.
В августе 1919 года комитет был учрежден актом Конгресса (став второй гуманитарной организацией, получившей этот акт после американского Красного Креста) и переименован в «Помощь Ближнему Востоку». С 1915 по 1930 год организация «Помощь Ближнему Востоку» спасла жизни более миллиона беженцев, в том числе 132 000 сирот, которые получали воспитание и образование в детских домах. Она также побудила американцев на сбор более 116 миллионов долларов на непосредственную помощь. Около 1000 граждан США вызвались отправиться за границу. Сотрудники «Помощи Ближнему Востоку» построили сотни детских домов, профессиональных училищ и центров раздачи продуктов питания. Зарубежные сотрудники по оказанию помощи несли ответственность за непосредственный уход за сиротами и беженцами, включая организацию обширных программ питания и обучения. Тысячи американцев вызвались добровольцами по всей территории США, жертвуя деньги или провизию и устраивая специальные мероприятия в пользу работы организации.
Она создала Международную ближневосточную ассоциацию, которая затем провела в воскресенье 2 декабря 1923 года международному воскресенье Золотого правила. «Золотое правило воскресенья», как оно стало называться, побуждало людей есть что-нибудь простое, а именно основные блюда, которые обычно подают в приютах, и предоставлять сэкономленные деньги в качестве пожертвования сиротам-жертвам геноцида армян. Воскресенье Золотого правила отмечалось во многих частях Европы, Австралии и Америки. Президент Калвин Кулидж призвал американский народ 2 декабря 1923 года проявить дух жертвенности и щедрости в рамках более масштабных благотворительных усилий.
В 1930 году организация «Помощь Ближнему Востоку» была переименована в Фонд Ближнего Востока (NEF), чтобы отразить смещение акцента деятельности с оказания чрезвычайной помощи на долгосрочное социально-экономическое развитие. Фонд расширил географию своей деятельности, включив в неё Северную Африку, Африку к югу от Сахары и регион, ныне известный как Ближний Восток. Он основал Ближневосточное историческое общество помощи в 2014 году, чтобы сохранить и популяризировать историю организации.

## Влияние

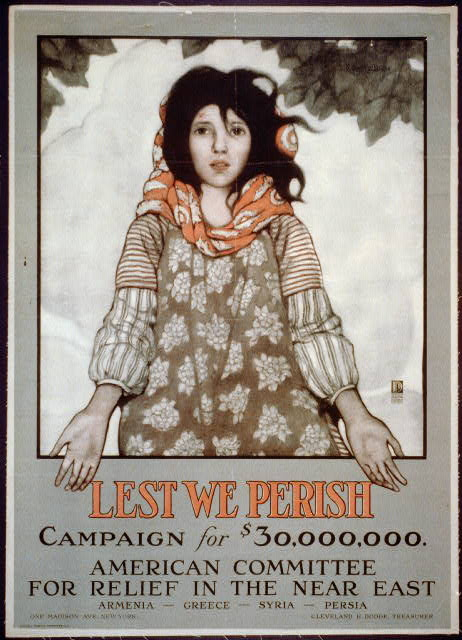
Чтобы мы не погибли, плакат кампании Американского комитета помощи Ближнему Востоку

В течение почти столетия службы фонда сотрудничали с сообществами почти в 50 странах, чтобы улучшить жизнь миллионов людей, и сыграли решающую роль в установлении американской традиции благотворительности.
Усилия по оказанию помощи, положившие начало деятельности организации в 1915 году, были первым общенациональным призывом подобного рода по сбору средств от американской общественности, и уникальны тем, что в ней использовались средства массовой информации и поддержка со стороны как знаменитостей, так и гражданских добровольцев. Это усилие росло и породило то, что сейчас известно как «гражданская благотворительность» — обращение непосредственно к общественности с просьбой поддержать гуманитарную работу за рубежом. Эта модель благотворительности сегодня используется большинством некоммерческих организаций по всему миру.
Когда фонд установил практику работы в тандеме с иностранными правительствами и местными организациями для улучшения жизни граждан, это стало почти беспрецедентным случаем. С тех пор он стал образцом для многих известных сегодня организаций развития, включая Агентство США по международному развитию и Корпус мира. Фонд также оставил в наследство устойчивые институты развития, которые он помог создать и которые продолжают оставаться центрами инноваций и услуг, в том числе факультет сельского хозяйства и пищевых наук Американского университета Бейрута, Центр развития пустыни Американского университета в Каире, Сельскохозяйственный колледж Резайе и Ахваза, Сельскохозяйственный колледж в Иране, Центр услуг по развитию в Египте и десятки других. Как пример его наследия, одна из старейших баскетбольных команд Греции, Near East B.C., взяла свое название в честь фонда, так как он помогал грекам-беженцам после Конвенции об обмене греческим и турецким населением.

## Партнерство с Сиракузским университетом
В 2010 году Фонд Ближнего Востока переместил свою штаб-квартиру в Сиракузским университет в Сиракьюсе, штат Нью-Йорк. В нём фонд привлекает преподавателей и студентов к работе по международному развитию посредством стратегического партнерства со Школой Максвелла по гражданским и общественным связям, Школой общественных коммуникаций им. С. И. Ньюхауса и Школой менеджмента Уитмана. Фонд Ближнего Востока часто работает с экспертами Программы развития исследований конфликтов и сотрудничества.

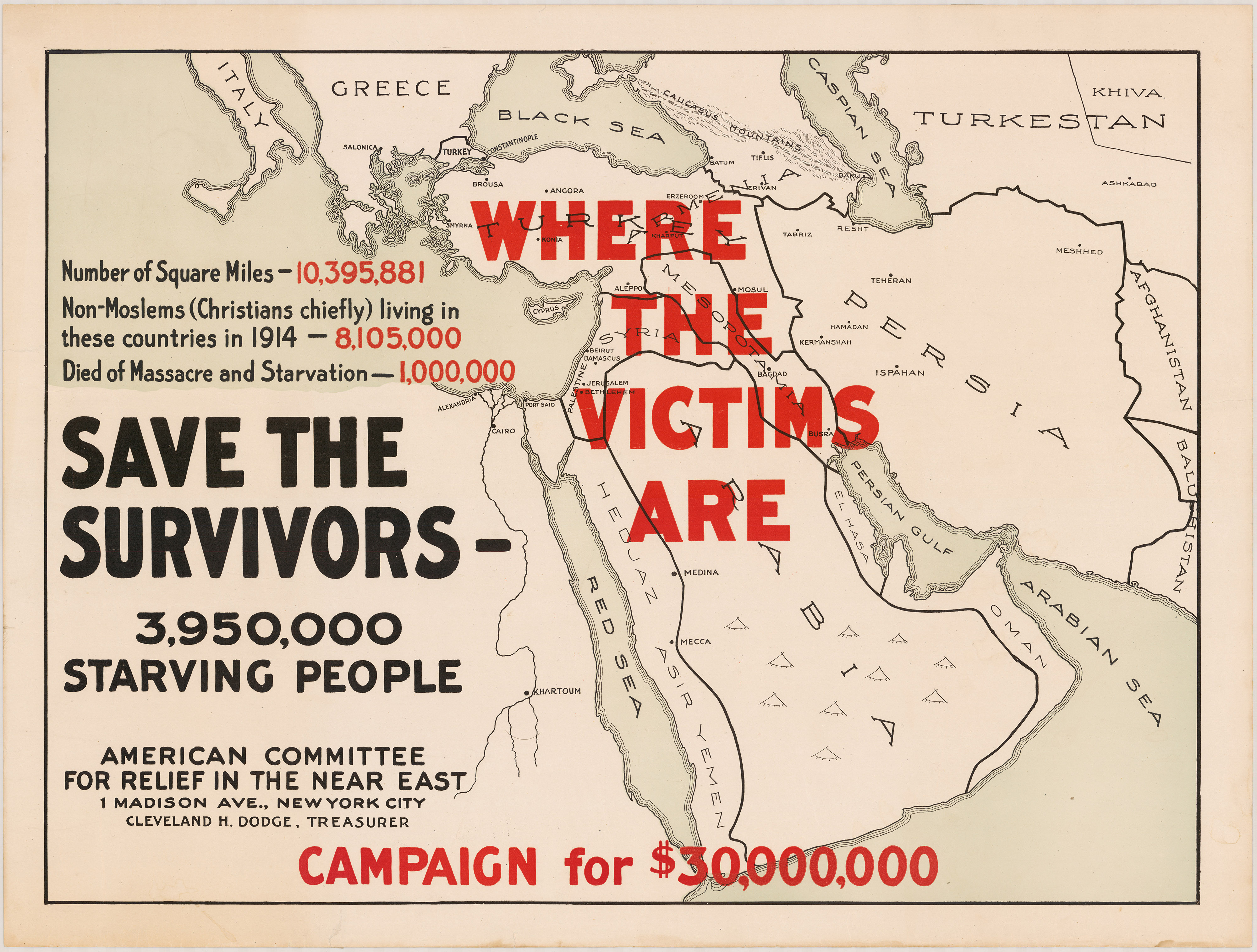
Плакат, являющийся частью специальной кампании Американского комитета помощи Ближнему Востоку в 1918 году

## Филиалы
- Фонд Ближнего Востока — Армения
- Фонд Ближнего Востока — Иордания
- Фонд Ближнего Востока — Ливан
- Фонд Ближнего Востока — Мали
- Фонд Ближнего Востока — Марокко
- Фонд Ближнего Востока — Палестина
- Фонд Ближнего Востока — Судан
- Фонд Ближнего Востока — Соединенное Королевство
- Историческое общество помощи Ближнему Востоку
- Комиссия Всемирной службы